# Rivière Missisicabi Est
Rivière Missisicabi Est är ett vattendrag i Kanada.   Det ligger i provinsen Québec, i den östra delen av landet, 600 km norr om huvudstaden Ottawa.
Omgivningarna runt Rivière Missisicabi Est är i huvudsak ett öppet busklandskap. Trakten runt Rivière Missisicabi Est är nära nog obefolkad, med mindre än två invånare per kvadratkilometer.